# Asthenargoides
Asthenargoides is een geslacht van spinnen uit de familie hangmatspinnen (Linyphiidae).

## Soorten
De volgende soorten zijn bij het geslacht ingedeeld:
- Asthenargoides kurenstchikovi Eskov, 1993
- Asthenargoides kurtchevae Eskov, 1993
- Asthenargoides logunovi Eskov, 1993